# Ziphiinae
Ziphiinae – podrodzina ssaków morskich z rodziny zyfiowatych (Ziphiidae).

## Podział systematyczny
Do podrodziny należy jeden występujący współcześnie rodzaj:
- Ziphius G. Cuvier, 1823 – zyfia – jedynym przedstawicielem jest Ziphius cavirostris G. Cuvier, 1823 – zyfia gęsiogłowa

Opisano również rodzaje wymarłe:
- Caviziphius Bianucci & Post, 2005[15] – jedynym przedstawicielem był Caviziphius altirostris Bianucci & Post, 2005
- Choneziphius Duvernoy, 1851[16]
- Dagonodum Ramassamy, 2016[17] – jedynym przedstawicielem był Dagonodum mojnum Ramassamy, 2016
- Globicetus Bianucci, Miján, Lambert, Post & Mateus, 2013[18] – jedynym przedstawicielem był Globicetus hiberus Bianucci, Miján, Lambert, Post & Mateus, 2013
- Imocetus Bianucci, Miján, Lambert, Post & Mateus, 2013[19] – jedynym przedstawicielem był Imocetus piscatus Bianucci, Miján, Lambert, Post & Mateus, 2013
- Izikoziphius Bianucci, Lambert & Post, 2007[20]
- Tusciziphius Bianucci, 1997[21]